# Tratado de Adesão (2003)

Países envolvidos no tratado, com países recém-aderentes em amarelo, e países que já eram membros da UE em azul.

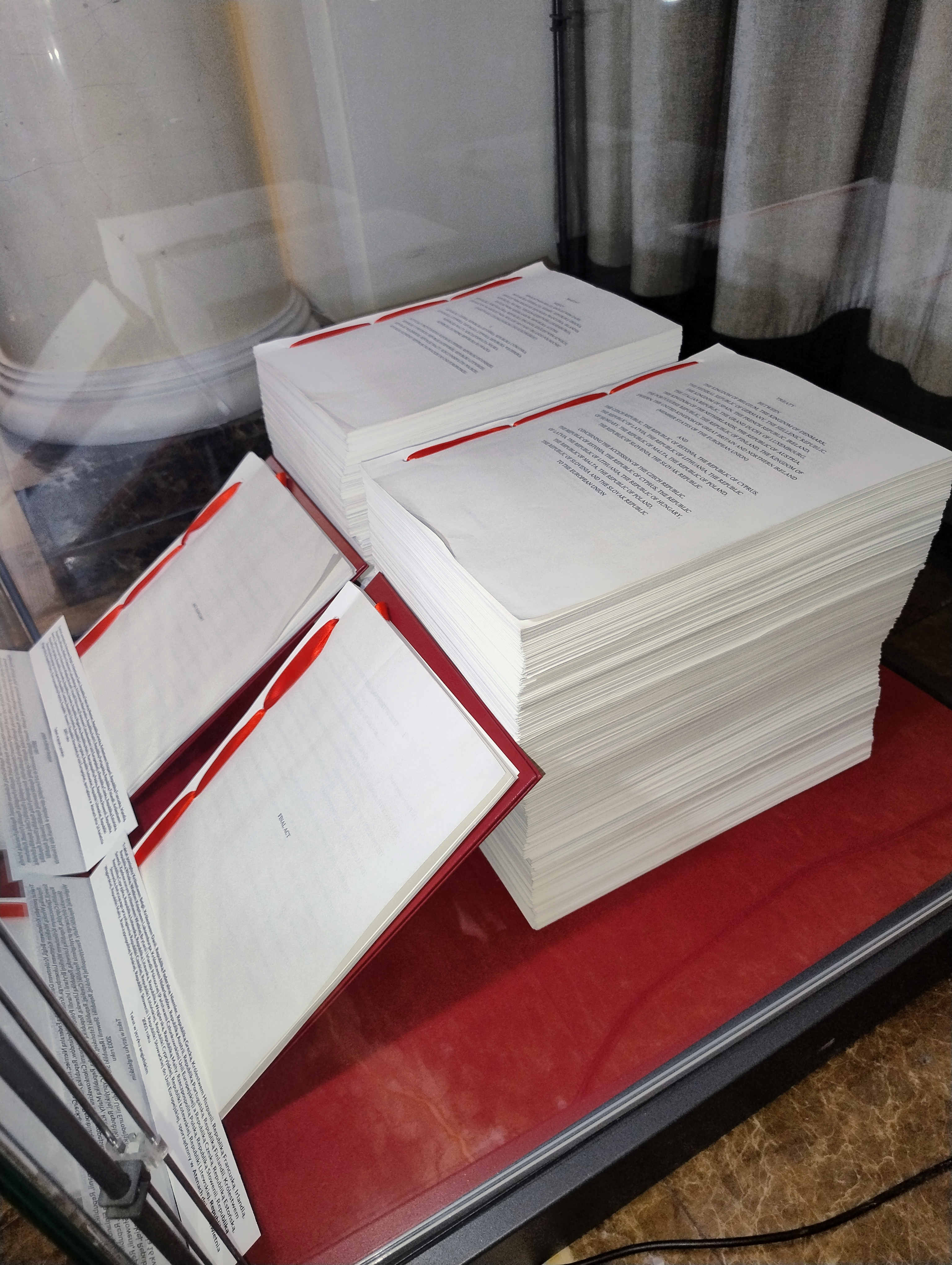
Tratado de Adesão (2003)

O Tratado de Adesão de 2003 foi o acordo entre os estados membros da União Europeia e dez países (República Checa, Estônia, Chipre, Letônia, Lituânia, Hungria, Malta, Polônia, Eslovénia, Eslováquia), relativo à adesão destes países à UE (ver alargamento da União Europeia). Ao mesmo tempo, alterou uma série de pontos inicialmente previstos no Tratado de Nice. O tratado foi assinado em 16 de abril de 2003 em Atenas, Grécia e entrou em vigor em 1º de maio de 2004, resultando na ampliação da União Europeia com 10 estados.